# Heinrich Meyer-Benfey
Heinrich Meyer-Benfey (* 14. März 1869 in Liebenburg, Harzvorland; † 30. Dezember 1945 in Buxtehude) war ein deutscher Germanist und lehrte an der Universität Hamburg.

## Leben
Heinrich Meyer studierte an der Universität Göttingen deutsche Literatur und Linguistik, englische Literatur und Indologie sowie Sanskrit. Er arbeitete an der Revision des Deutschen Wörterbuches der Gebrüder Grimm mit. Meyer heiratete 1895 Flora Benfey, deren Familiennamen er seinem Namen anfügte. 1904 starb seine Frau. Am 5. Oktober 1906 heiratete er Helene Franck.
Meyer-Benfey engagierte sich früh für die bürgerliche Frauenbewegung und unterstützte den Bund für Mutterschutz und Sexualreform. In dieser Zeit scheiterte 1910 der Versuch einer Habilitation an der konservativen Universität Göttingen über Heinrich von Kleists Drama. 1919 wurde er Privatdozent an der neu gegründeten Universität Hamburg und 1923 nichtbeamteter außerordentlicher Professor, ohne jemals bis zum Ausscheiden aus Altersgründen 1938 eine Planstelle erhalten zu haben. Daneben lehrte er an der Volkshochschule. Ungewöhnlich war „die außerordentliche Breite seiner Interessen und Kenntnisse. Er schrieb Texte über Mystik, über den altindischen Dichter Kalidasa, über Hamlet, Martin Luther, Heinrich Heine, Henrik Ibsen, Leo Tolstoi, über finnische Literatur, Nietzsche und Tagore.“ Von ihm liegt eine umfangreiche Korrespondenz mit zahlreichen Schriftstellern und Frauenrechtlerinnen vor.
Mit seiner zweiten Frau Helene Meyer-Franck zusammen gab er in Deutschland das Werk Rabindranath Tagores heraus. Meyer-Benfey begleitete Tagore auf dessen Lese- und Vortragsreisen durch Deutschland und dolmetschte für ihn. Da die damals vorliegenden englischen Übersetzungen der Texte Tagores unbefriedigend waren, begann Meyer-Benfey, Bengalisch zu lernen, um ihn im Original zu lesen. So war er in der Weimarer Republik ein wichtiger Mittler zur indischen Kultur und Religion.
Meyer-Benfey unterstützte Friedrich Naumann und war Mitglied der Deutschen Demokratischen Partei bis 1933. Im November 1933 unterzeichnete er das Bekenntnis der deutschen Professoren und Hochschullehrer zu Adolf Hitler. Er bekämpfte den Antisemitismus und führte bis 1936 den Namen seiner ersten, jüdischen Ehefrau mit. Im NS-Staat durfte er nicht mehr publizieren. Einige seiner literaturgeschichtlichen Studien, die er in der NS-Zeit nicht veröffentlichen durfte, erschienen postum. 

## Schriften
- Die Sprache der Buren. Einleitung, Sprachlehre und Sprachproben. Fr. Wunder, Göttingen 1901.
- Die sittlichen Grundlagen der Ehe: Ein Beitrag zur Begründung einer Sexualethik, Jena 1909.
- Das Drama Heinrich v. Kleists. Hapke, Göttingen 1911–1913.
  - Bd. 1: Kleists Ringen nach einer neuen Form des Dramas. 1911.
  - Bd. 2: Kleist als vaterländischer Dichter. 1913.
- Rabindranath Tagore. Brandussche Verlagshandlung, Berlin 1921.
- Kleist. Teubner, Leipzig 1923.
- Lessing und Hamburg. W. Mauke Söhne, Hamburg 1929.
- Heinrich Heine und seine Hamburger Zeit. Deutscher Literatur-Verlag, Hamburg-Wandsbek 1946.
- Tolstois Weltanschauung. Deutscher Literatur-Verlag, Hamburg-Wandsbek 1946.
- Welt der Dichtung. Ausgewählte Schriften. Herausgegeben von Fritz Collatz. Deutscher Literatur-Verlag, Hamburg-Wandsbek 1963.
- Mein lieber Meister. Briefwechsel 1920–1938 / Rabindranath Tagore, Helene Meyer-Franck und Heinrich Meyer-Benfey. Herausgegeben von Martin Kämpchen und Prasanta Kumar Paul. Aus dem Englischen übersetzt von Ingrid von Heiseler. Draupadi-Verlag, Heidelberg 2011, ISBN 978-3-937603-44-5.